# Можжевельник вонючий
Можжеве́льник вонючий (лат. Juniperus foetidissima) — вечнозелёные хвойные деревья, вид рода Можжевельник (Juniperus) семейства Кипарисовые (Cupressaceae).

## Распространение и экология
Встречается на Балканском полуострове, на Кавказе и в Закавказье, в Малой и Средней Азии. Существует также изолированная популяция в Крыму.
Растёт открыто на сухой глинисто-хрящеватой почве и на скалах, поднимаясь в горы до 1600 м над уровнем моря. В Крыму произрастает на северных склонах среди буковых лесов.
Возраст деревьев достигает 300 лет.

## Ботаническое описание
Дерево высотой до 16,5 м с пирамидальной кроной.
Кора серая, молодая буро-красноватая. Ветви часто дугообразно изогнуты, веточки почти четырёхгранные, утолщённые.
Хвоя тёмно-зелёная, листья яйцевидные или ланцето-заострённые, остроколючие, черепичато-овальные или продолговато-ромбические, чаще без железок, реже с продолговатой железкой, длиной 2-10 мм, при растирании издают неприятный запах.
Двудомное растение. Шишкоягоды диаметром 7-13 мм, шаровидные или яйцевидные, крупные, красновато-чёрные, с сизым налётом. Семян 1—2, редко 3, овальных или яйцевидных, бледно-каштановых.

## Значение и применение
Древесина дерева плотная, жестковатая, устойчива против гниения, весьма ценится как строительный материал, не страдающий от насекомых.
В посадках весьма декоративен.

## Таксономия
Вид Можжевельник вонючий входит в род Можжевельник (Juniperus) семейства Кипарисовые (Cupressaceae) порядка Сосновые (Pinales).
|  |                    |  |                                          |                                          |                       |  | ещё 6 семейств | ещё 6 семейств |                          |  |  |  | ещё от 50 до 67 видов |
|  |                    |  |                                          |                                          |                       |  | ещё 6 семейств | ещё 6 семейств |                          |  |  |  | ещё от 50 до 67 видов |
|  |                    |  |                                          | порядок Сосновые                         |                       |  |                |                | род Можжевельник         |  |  |  |                       |
|  |                    |  |                                          | порядок Сосновые                         |                       |  |                |                | род Можжевельник         |  |  |  |                       |
|  | отдел Голосеменные |  |                                          |                                          | семейство Кипарисовые |  |                |                | вид Можжевельник вонючий |  |  |  |                       |
|  | отдел Голосеменные |  |                                          |                                          | семейство Кипарисовые |  |                |                |                          |  |  |  |                       |
|  |                    |  | ещё 13—14 порядков голосеменных растений | ещё 13—14 порядков голосеменных растений |                       |  |                | ещё 10 родов   | ещё 10 родов             |  |  |  |                       |
|  |                    |  |                                          | ещё 13—14 порядков голосеменных растений |                       |  |                |                | ещё 10 родов             |  |  |  |                       |